# 富士宮市立富士根南小学校
富士宮市立富士根南小学校（ふじのみやしりつ ふじねみなみしょうがっこう）は静岡県富士宮市小泉にある市立の小学校。児童数は1000人を超える。また、１学年で4~6クラスある。「南小」、「根南」、「富士根南」などとも呼ばれる。
周辺の学校は富士宮市立富士根南中学校、星陵中学校・高等学校、静岡県立富士宮東高等学校。
2019年度より、通級指導教室が設置されている。

## 沿革
- 1875年（明治8年）11月 - 小泉を学区として「小泉舎」、杉田を学区として「有楽堂」ができる。
- 1886年（明治19年）4月 - 「小泉舎」と「有楽堂」を合併し「楷暢舎」となり本校とし、「神成舎」を神成分教場とする
- 1889年（明治22年）3月 - 「神成舎」が富士根尋常小学校に改称し、「楷暢舎」は小泉分教場に改称。
- 1892年（明治25年）5月 - 富士根尋常小学校は村山尋常小学校に改称し、小泉分教場は小泉尋常小学校に改称。
- 1901年（明治34年）8月 - 小泉尋常小学校を富士根尋常高等小学校に改称。
- 1902年（明治35年）4月 - 村山尋常小学校を富士根尋常高等小学校村山分教場に改称
- 1918年（大正7年）4月 - 富士根尋常高等小学校は富士根第一尋常高等小学校、村山分教場は富士根第二尋常高等小学校に改称
- 1941年（昭和16年）4月 - 富士根第一国民学校と改称
- 1947年（昭和22年）4月 - 富士根村立富士根第一小学校と改称
- 1955年（昭和30年）4月 - 富士宮市立富士根南小学校と改称
- 2000年（平成12年）4月 - 旧校舎取り壊し

## 所在地
- 静岡県富士宮市小泉1675番地

## 周辺地域
- 富士宮市立富士根南中学校